# Suillus bovinus
Suillus bovinus (Pers.) Roussel, Fl. Calvados, Edn 2 1: 34 (1898).
Il Suillus bovinus, spesso confuso con le specie congeneri, i "Pinaroli", è un fungo edule appartenente alla famiglia delle Suillaceae. È uno dei Suillus meno pregiati dal punto di vista gastronomico per via del suo sapore non particolare e della sua carne che diventa molto molle dopo la cottura.

## Descrizione della specie
Cappello
Fino a 10–12 cm, occasionalmente anche fino a 15 cm; di consistenza piuttosto carnosa, dapprima convesso, infine piano; di colore marroncino-ocraceo.
cuticolasi presenta spesso viscida per via dell'umidità, completamente asportabile, liscia e lucente.
margineinvoluto, poi disteso, spesso ondulato
Tubuli
Lunghi fino a 10 mm, adnati, difficilmente separabili dal cappello; di colore giallo-sporco ed olivaceo.
Pori
Ampi, angolosi, di colore giallastro-olivaceo.
Gambo
3-8,5 x 0,8–2 cm, pieno, cilindrico, a volte irregolare e incurvato, non molto lungo, lievemente ingrossato alla base; di colore bianco-sporco con tonalità ocracee.
Carne
Tenera nel cappello, immutabile, di colore biancastro leggermente vinato. Diventa molliccia dopo cottura.
- Odore: acidulo e fruttato, grato.
- Sapore: amarognolo con note dolciastre; complessivamente poco gradevole.

Spore
7-10,5 x 3-4,5 µm, da fusiformi a ellissoidali, di colore oliva in massa.

## Habitat
Cresce dall'inizio dell'estate all'autunno, sotto alberi di pino, molto comune.

## Commestibilità
Scadente, sconsigliato per via della scarsa consistenza della carne; si raccomanda di asportare la cuticola dal cappello in quanto spesso risulta indigesta o "lassativa" (non è tossica).

## Sinonimi e binomi obsoleti
- Boletus bovinus Linneo, Species Plantarum: 1177 (1753)
- Boletus bovinus Pers. (1825)
- Ixocomus bovinus (L.) Quél., Flore mycologique de la France et des pays limitrophes (Paris): 413 (1888)
- Mariaella bovina (L.) Šutara, Česká Mykol. 41(2): 76 (1987)